# Saint-Sauveur-en-Puisaye
Saint-Sauveur-en-Puisaye este o comună în departamentul Yonne, Franța. În 2009 avea o populație de 946 de locuitori.

## Evoluția populației
| An        | 1975  | 1982  | 1990  | 1999 | 2006 | 2009 |
| --------- | ----- | ----- | ----- | ---- | ---- | ---- |
| Populație | 1,193 | 1,149 | 1,005 | 939  | 954  | 946  |